# Le Fantôme de mon ex
Le Fantôme de mon ex est un téléfilm français réalisé par Charlotte Brandström et diffusé pour la première fois le 28 mai 2007 sur TF1.

## Synopsis
Léopold Gautier moniteur d'auto école se met à voir le fantôme de son ex (Julia) qui lui apprend qu'il a un fils de 6 ans. Elle veut le placer devant ses responsabilités de père et le harcèle pour qu'il fasse sa connaissance. Ce papa manque en effet au petit Léopold et nous sommes les seuls à voir Florence Pernel ce qui occasionne quelques bons gags, Bernard Yerlès (Léopold) donnant l'impression aux autres de parler dans le vide. Léopold va faire connaissance de son gamin juché sur un toit (il rêve d'être astronaute) et il va l'en délivrer, surmontant son vertige, et ainsi faire sa connaissance. Tout ceci n'est pas du goût de la copine de Léopold qui voulait elle aussi un enfant et qui finit par le quitter et lui fait perdre son travail. Heureusement, un ange gardien veille !

## Fiche technique
- Réalisation : Charlotte Brandström
- Scénario : Florence Philipponnat
- Image : Pascal Gennesseaux
- Montage : Jean-François Naudon
- Décors : Hervé Leblanc
- Musique : Yvan Cassar et Éric Chevalier
- Production : Anne Leduc et Christophe Louis
- Pays :  France
- Durée : 90 minutes
- Date de diffusion : 28 mai 2007

## Distribution
- Bernard Yerlès : Léopold Gautier
- Carole Richert : Chloé
- Florence Pernel : Julia
- Gwendoline Hamon : Caroline Nortier
- Tristan Aldon : Thomas
- Alexia Portal : Alice
- Philippe Spiteri : Philippe Marchand
- Didier Becchetti : Jérôme